# Lista de prefeitos de Araripina
Esta é a Lista de prefeitos de Araripina, cidade localizada no estado brasileiro de Pernambuco, que inclui todas as pessoas que assumiram o cargo após a emancipação política da cidade, decretada em 11 de setembro de 1928. O primeiro prefeito de Araripina, Joaquim José Modesto, foi empossado em 30 de setembro de 1928 pelo então governador Júlio Celso de Albuquerque Belo. Desde então, outras 28 pessoas assumiram o cargo, sendo 10 nomeados entre 1929 e 1946, 18 eleitos após 1947 e 1 interventor nomeado pelo governador Eduardo Campos em 2012.

## São Gonçalo (Lei estadual nº 1.931)
Araripina tornou-se politicamente emancipada em 1928, quando ainda era conhecida como São Gonçalo, nome que permaneceu até 1943. O primeiro prefeito foi nomeado em 1928 e assumiu o cargo em 1º de janeiro de 1929.
Antes de sua emancipação, o distrito de São Gonçalo pertencia ao município de Ouricuri. Na época, destacavam-se como habitantes e líderes locais figuras como o coronel Antônio José Modesto, Pedro Cícero da Rosa Muniz e Joaquim José Modesto, entre outros. Esses primeiros líderes desempenharam papéis importantes na administração local e na organização política da região.
Em 11 de setembro de 1928, foi criado o município de São Gonçalo pela Lei estadual nº 1.931, desmembrando-o do município de Ouricuri. A instalação oficial do novo município ocorreu em 1º de janeiro de 1929, quando São Gonçalo recebeu o status de cidade.

## Araripina(Decreto-lei estadual nº 952)
Entre as principais figuras que contribuíram para o processo de emancipação política destacam-se o coronel Joaquim José Modesto, o coronel Francisco da Rosa Muniz, o padre Luiz Gonzaga, Francisco Pedro da Roera, o major Joaquim Alexandre Arraes, o coronel Pedro Cícero da Rosa Muniz e o coronel Antônio Modesto.
O primeiro prefeito do município foi o coronel Joaquim José Modesto, com o major Joaquim Alexandre Arraes, conhecido como Major Quincó, atuando como delegado de polícia. Em 31 de dezembro de 1943, pelo Decreto-lei estadual nº 952, o município passou a se chamar Araripina, uma provável referência à sua localização próxima à Chapada do Araripe.

### Eleições Democráticas
A primeira eleição democrática de Araripina ocorreu em 26 de outubro de 1947, marcando um importante momento na história política local. Na disputa pela Prefeitura, dois candidatos se enfrentaram: Manoel Ramos de Barros, pelo PSD, e Suetone Alencar, pela UDN. Manoel Ramos de Barros teve Joaquim Pereira Lima como vice-prefeito, enquanto Suetone Alencar escolheu José Arnaud Campos como seu vice. A eleição foi caracterizada por uma disputa intensa, com comícios e mobilização política significativa.
Além da eleição para a Prefeitura, também ocorreram as eleições para a Câmara Municipal, composta por nove vagas. O PSD obteve a vitória na eleição para a Prefeitura, elegendo Manoel Ramos de Barros como prefeito e quatro vereadores. A UDN, por sua vez, elegeu cinco vereadores, assumindo uma posição de maior representação na Câmara Municipal de Araripina.

## Prefeitos nomeados
Veja a lista dos 10 primeiros prefeitos de Araripina, nomeados, em sua maioria pelos governadores do estado, entre os anos 1929 e 1946.

| N° | Prefeitos                                                    | Fotografia | Período do mandato (duração do mandato)     | Partido | Vice-prefeito(s)                       | Nomeação | Nomeador                                                | Referências e notas |
| -- | ------------------------------------------------------------ | ---------- | ------------------------------------------- | ------- | -------------------------------------- | -------- | ------------------------------------------------------- | ------------------- |
| 1  | Joaquim José Modesto                                         |            | 30 de setembro de 1928 – 1932               | PP      | Antônio Máximo Rodrigues (subprefeito) | 1928     | Júlio Celso de Albuquerque Bello                        | [ nota 1 ] [ 16 ]   |
| 2  | Francisco da Rosa Muniz                                      |            | 1932 – 1934                                 | PSD     | Sem vice                               | 1932     | Carlos de Lima Cavalcanti                               | [ nota 2 ]          |
| 3  | João Cavalcanti Lima                                         |            | setembro de 1934 – maio de 1935             | PSD     | Sem vice                               | 1934     | Carlos de Lima Cavalcanti                               | [ nota 3 ]          |
| 4  | José Deodato Santiago (Zé Bringel) (18-02-1912 - 21-12-1975) |            | 12 de julho de 1935 até 1937 (2 anos)       | PSD     | Sem vice                               | 1935     | Carlos de Lima Cavalcanti                               | [ nota 4 ]          |
| 5  | Joaquim Alexandre Arraes (16-07-1884 - 18-10-1949)           |            | 1937 até 1938 (1 ano)                       | PSD     | Sem vice                               | 1937     | Carlos de Lima Cavalcanti                               | [ nota 5 ]          |
| 6  | Manoel Ramos de Barros (09-07-1909 - 23-01-1994)             |            | 1938 até 1940 (3 anos)                      | PSD     | Sem vice                               | 1938     | Carlos de Lima Cavalcanti                               | [ nota 6 ]          |
| 7  | José de Araújo Lima (17-03-1909 - 20-10-1998)                |            | 1940 até 1946 (6 anos)                      | PL      | Sem vice                               | 1940     | Agamenon Magalhães, (influencia:Manoel Ramos de Barros) | [ nota 7 ]          |
| 8  | Ademar Alves Freitas (nascimento)                            |            | 1946 até 1947 (1 ano)                       | UDN     | Sem vice                               | 1946     | José Neves Filho                                        | [ nota 8 ]          |
| 9  | Rubem Neri da Silva (nascimento)                             |            | maio de 1947 até agosto de 1947 (4 meses)   | UDN     | Sem vice                               | 1947     | Sem informações do nomeador                             | [ nota 9 ]          |
| 10 | Luiz Gonzaga Duarte (1909-1978)                              |            | agosto de 1947 até setembro de 1947 (1 mês) | PSD     | Sem vice                               | 1947     | Sem informações do nomeador                             | [ nota 10 ]         |

## Prefeitos eleitos por voto direto
Veja os prefeitos eleitos por voto direto, que só teve inicio em Araripina em 1947 com a eleição de Manoel Ramos, pai do ex-governador José Muniz Ramos.
Partidos
      PSD
      UDN
      ARENA
      PFL
      PSDB
      PDS
      PTB
      PSB
      PSL
| №  | Prefeito                                               | Prefeito | Período do governo (duração do governo)                                                         | Partido | Vice-prefeito(s)                                                | Eleição       | Referências   |
| -- | ------------------------------------------------------ | -------- | ----------------------------------------------------------------------------------------------- | ------- | --------------------------------------------------------------- | ------------- | ------------- |
| 11 | Manoel Ramos de Barros (09-07-1909 - 23-01-1994)       |          | 1947 até 1951 (4 anos)                                                                          | PSD     | Joaquim Pereira Lima                                            | 1946 (direta) |               |
| 12 | Luiz Gonzaga Duarte (1909-1978)                        |          | 1951 até 1955 (4 anos)                                                                          | PSD     | Joaquim Pereira Lima                                            | 1951 (direta) |               |
| 13 | Joaquim Pereira Lima (16-11-1915 - 03-08-1993)         |          | 1955 até 1959 (4 anos)                                                                          | PSD     | Manoel Ramos de Barros                                          | 1955 (direta) |               |
| 14 | Manoel Ramos de Barros (09-07-1909 - 23-01-1994)       |          | 1959 até 1963 (4 anos)                                                                          | PSD     | José Gualter Alencar                                            | 1959 (direta) |               |
| 15 | Sebastião Batista Modesto (28-02-1916)                 |          | 1963 até 1969 (6 anos)                                                                          | UDN     | João Lyra de Carvalho                                           | 1963 (direta) |               |
| 16 | Raimundo Batista de Lima (nascimento)                  |          | 1969 até 1973 (4 anos)                                                                          | ARENA   | Luís Barreto Alencar                                            | 1969 (direta) |               |
| 17 | Sebastião Batista Modesto (28-02-1916)                 |          | 1973 até 1977 (4 anos)                                                                          | ARENA   | Climério Modesto Batista                                        | 1973 (direta) |               |
| 18 | Pedro Alves Batista (22-03-1929)                       |          | 1977 até 1982 (6 anos)                                                                          | ARENA   | José Gualter Barreto de Alencar                                 | 1977 (direta) |               |
| 19 | José Valmir Ramos Lacerda (16 de julho de 1941)        |          | 1982 até 31 de dezembro de 1988 (8 anos)                                                        | PDS     | Emanuel Bringel                                                 | 1982 (direta) | [ 22 ]        |
| 20 | Valdemir Batista de Souza (1939)                       |          | 1º de janeiro de 1989 até 31 de dezembro de 1992 (4 anos)                                       | PFL     | Dr. José Alencar Gulater                                        | 1988 (direta) | [ 23 ]        |
| 21 | Maria Dioneia de Andrade Lacerda (nascimento)          |          | 1º de janeiro de 1993 até 31 de dezembro de 1996 (4 anos)                                       | PFL     | Valmir Simeão                                                   | 1992 (direta) | [ 22 ]        |
| 22 | Emanuel Bringel (10 de julho de 1949)                  |          | 1º de janeiro de 1997 até 31 de dezembro de 2004 (8 anos)                                       | PSDB    | Valdemir Batista de Sousa (Dr. Mimi)                            | 1996 (direta) | [ 24 ]        |
| 23 | Valdeir Batista (10 de outubro de 1936)                |          | 1º de janeiro de 2005 até 31 de dezembro de 2008 (4 anos)                                       | PSDB    | Valmir Lacerda                                                  | 2004 (direta) | [ 25 ]        |
| 24 | Lula Sampaio (1954)                                    |          | 1º de janeiro de 2009 até 12 de dezembro de 2011 (3 anos)                                       | PTB     | Alexandre Arraes                                                | 2008 (direta) | [ 26 ]        |
| 25 | Alexandre José Alencar Arraes (11 de dezembro de 1960) |          | 12 de dezembro de 2011 até 18 de junho de 2012 e 24 de julho de 2012 até 12 de setembro de 2012 | PSB     | Sem vice                                                        | 2008 (direta) | [ 27 ]        |
| 26 | Adalberto Freitas Ferreira (Recife, 1967)              |          | 13 de setembro de 2012 até 31 de dezembro de 2012 (4 meses)                                     | Nenhum  | Sem vice                                                        | interventor   | [ 28 ] [ 29 ] |
| 27 | Alexandre José Alencar Arraes (11 de dezembro de 1960) |          | 1º de janeiro de 2013 até 31 de dezembro de 2016 (4 anos)                                       | PSB     | Valmir Lacerda Filho                                            | 2012 (direta) | [ 30 ]        |
| 28 | Raimundo Pimentel (15 de agosto de 1964)               |          | 1º de janeiro de 2017 até 31 de dezembro de 2024                                                | UNIÃO   | Bringel Filho (2017 - 2021) Evilásio Mateus (2021 - atualidade) | 2016 (direta) | [ 31 ]        |
| 29 | Evilásio Mateus (26 de fevereiro de 1972)              |          | 1º de janeiro de 2025 até 31 de dezembro de 2028                                                | PDT     | Bringel Filho (2025 - atualidade)                               | 2024 (direta) | [ 32 ]        |